# Episodi di Yamishibai (quarta stagione)
La quarta stagione dell'anime Theatre of Darkness: Yamishibai, composta da 13 episodi, è andata in onda su TV Tokyo dal 15 gennaio al 26 marzo 2017.

## Lista episodi
| Nº | Titolo italiano Giapponese 「Kanji」 - Rōmaji  | In onda          | In onda |
| Nº | Titolo italiano Giapponese 「Kanji」 - Rōmaji  | Giapponese       |         |
| 1  | Lingua 「舌」 - Shita                          | 15 gennaio 2017  |         |
| 2  | L’acquario 「水槽」 - Suisō                    | 15 gennaio 2017  |         |
| 3  | Forbici da sarto 「裁ち鋏」 - Tachibasami      | 15 gennaio 2017  |         |
| 4  | Tacchi rossi 「赤いハイヒール」 - Akai haihīru | 22 gennaio 2017  |         |
| 5  | Bus notturno 「夜行バス」 - Yakō basu          | 29 gennaio 2017  |         |
| 6  | Chi sono? 「誰だ」 - Dare da                   | 5 febbraio 2017  |         |
| 7  | Rumore di passi 「靴音」 - Kutsuoto            | 12 febbraio 2017 |         |
| 8  | La cassetta 「カセットテープ」 - Kasettotēpu   | 19 febbraio 2017 |         |
| 9  | Digrignare i denti 「歯ぎしり」 - Hagishiri    | 26 febbraio 2017 |         |
| 10 | La gru evoca morti 「招び鶴」 - Yobizuru       | 5 marzo 2017     |         |
| 11 | Linea bianca 「白線」 - Hakusen                | 12 marzo 2017    |         |
| 12 | Kamakura 「かまくら」 - Kamakura               | 19 marzo 2017    |         |
| 13 | Tunnel sotterraneo 「地下道」 - Chikadō        | 26 marzo 2017    |         |